# Zapovednik Kazantipski
Zapovednik Kazantipski (Russisch: Казантипский природный заповедник; Oekraïens: Казантипський природний заповідник; Krim-Tataars: Qazan Tip tabiat qoruğı; Къазан Тип табиат къоругъы) is een strikt natuurreservaat gelegen op de Krim. De oprichting tot zapovednik vond plaats op 12 mei 1998 per decreet (№ 386/1979) van de president van Oekraïne en heeft momenteel een oppervlakte van 4,501 km², waarvan 0,56 km² in de aanliggende wateren van de Zee van Azov ligt. Het gebied valt sinds 6 mei 2014, evenals andere natuurreservaten op de Krim, onder het gezag van de Russische Federatie in de Republiek van de Krim.

## Kenmerken
Zapovednik Kazantipski omvat het Kazantipschiereiland en de aangrenzende wateren in de Zee van Azov. Het Kazantipschiereiland is elliptisch van vorm en bereikt aan de oostzijde een hoogte van 106,5 meter. De top van deze heuvel is bekend als de Kazantipberg en bestaat uit kalksteen. Hier stond aan het eind van de 19e eeuw tot begin 20e eeuw een vuurtoren. De buitenste flanken van het schiereiland bestaan eveneens uit kalksteen en vormen aan de baaien vaak kliffen, kraters en losse rotsblokken. De vegetatie op het schiereiland is steppe-achtig

## Flora en fauna
In het reservaat zijn 541 vaatplanten vastgesteld, waaronder vijf soorten vedergrassen (Stipa lessingiana, Stipa capillata, Stipa pontica, Stipa ucrainica en Stipa pulcherrima), Centaurea taliewii, Tulipa suaveolens, Thymus kosteleckyanus, Viola alba en Crocus pallasii.
Interessante zoogdieren in het gebied zijn de steppebunzing (Mustela eversmanni), dwerggrondeekhoorn (Spermophilus pygmaeus), oostelijke egel (Erinaceus roumanicus), grote paardenspringmuis (Allactaga major), hamster (Cricetus cricetus) en de grote hoefijzerneus (Rhinolophus ferrumequinum). Daarnaast komen er in de aanliggende wateren van Zapovednik Kazantipski soms gewone dolfijnen (Dephinus delphis), tuimelaars (Tursiops truncatus) en bruinvissen (Phocoena phocoena relicta) voor. Onder de 157 vastgestelde vogelsoorten bevindt zich de kleine torenvalk (Falco naumanni).

## Afbeeldingen

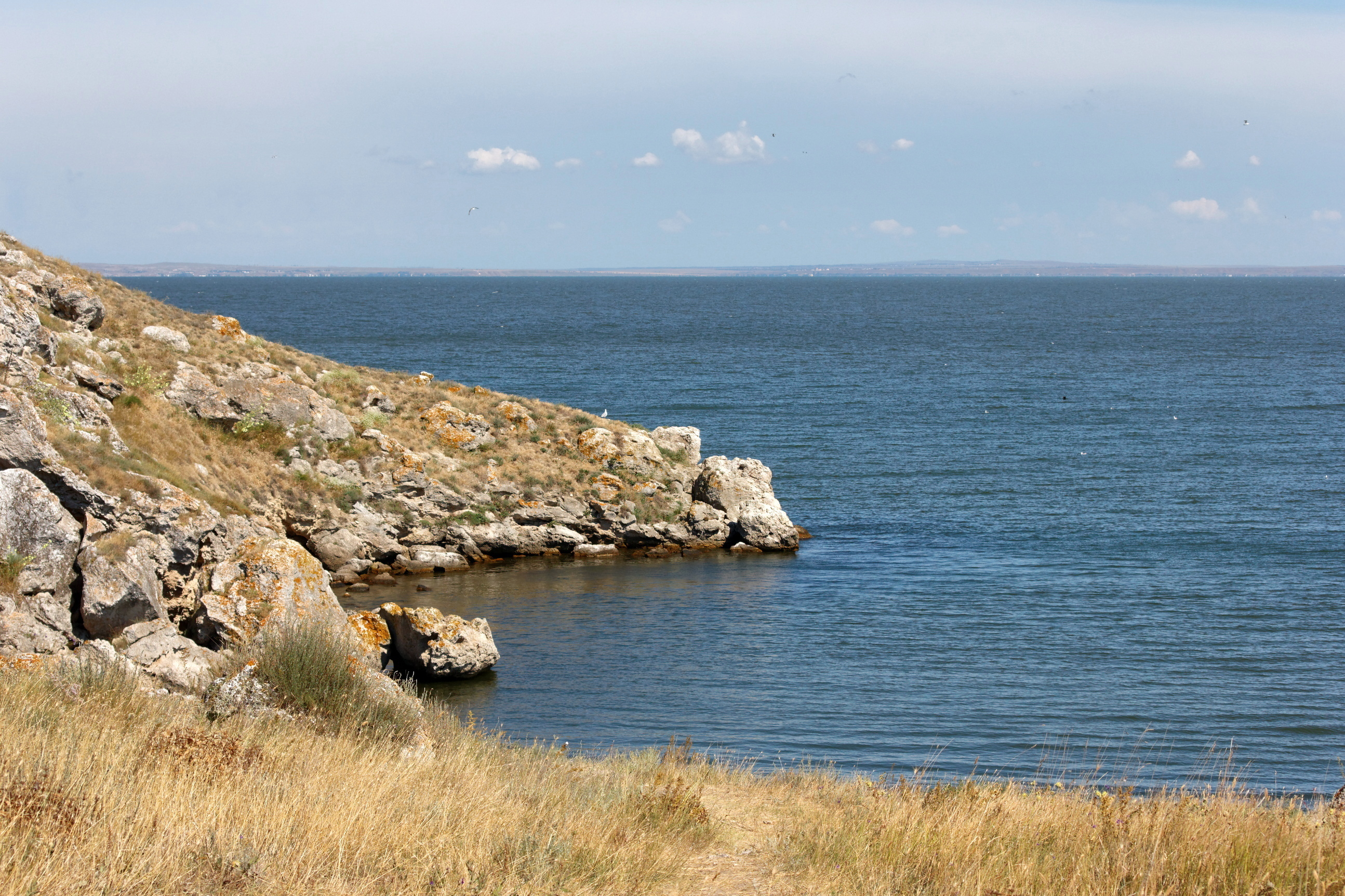
Uitzicht op de Zee van Azov.
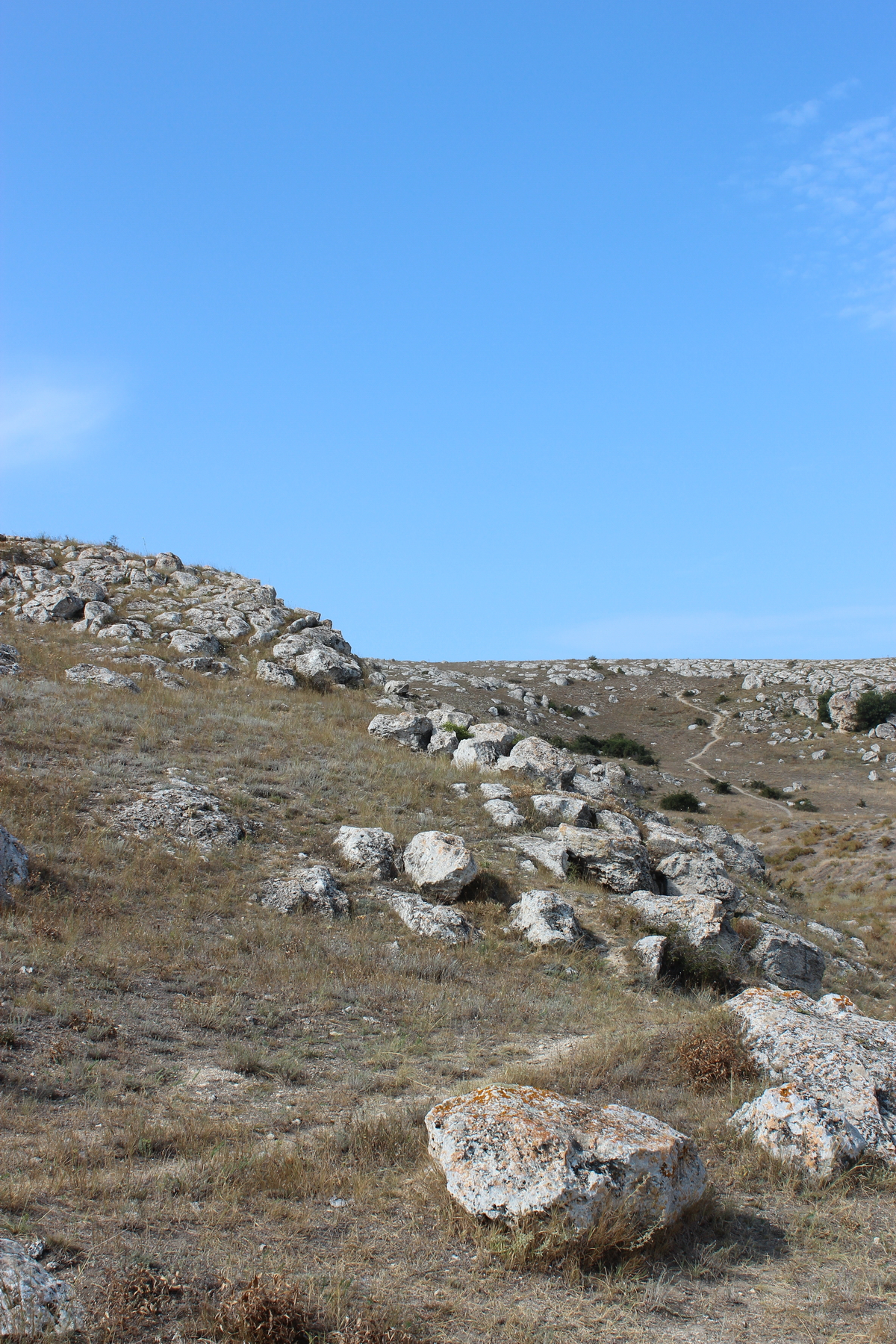
Wandelroute door Zapovednik Kazantipski.
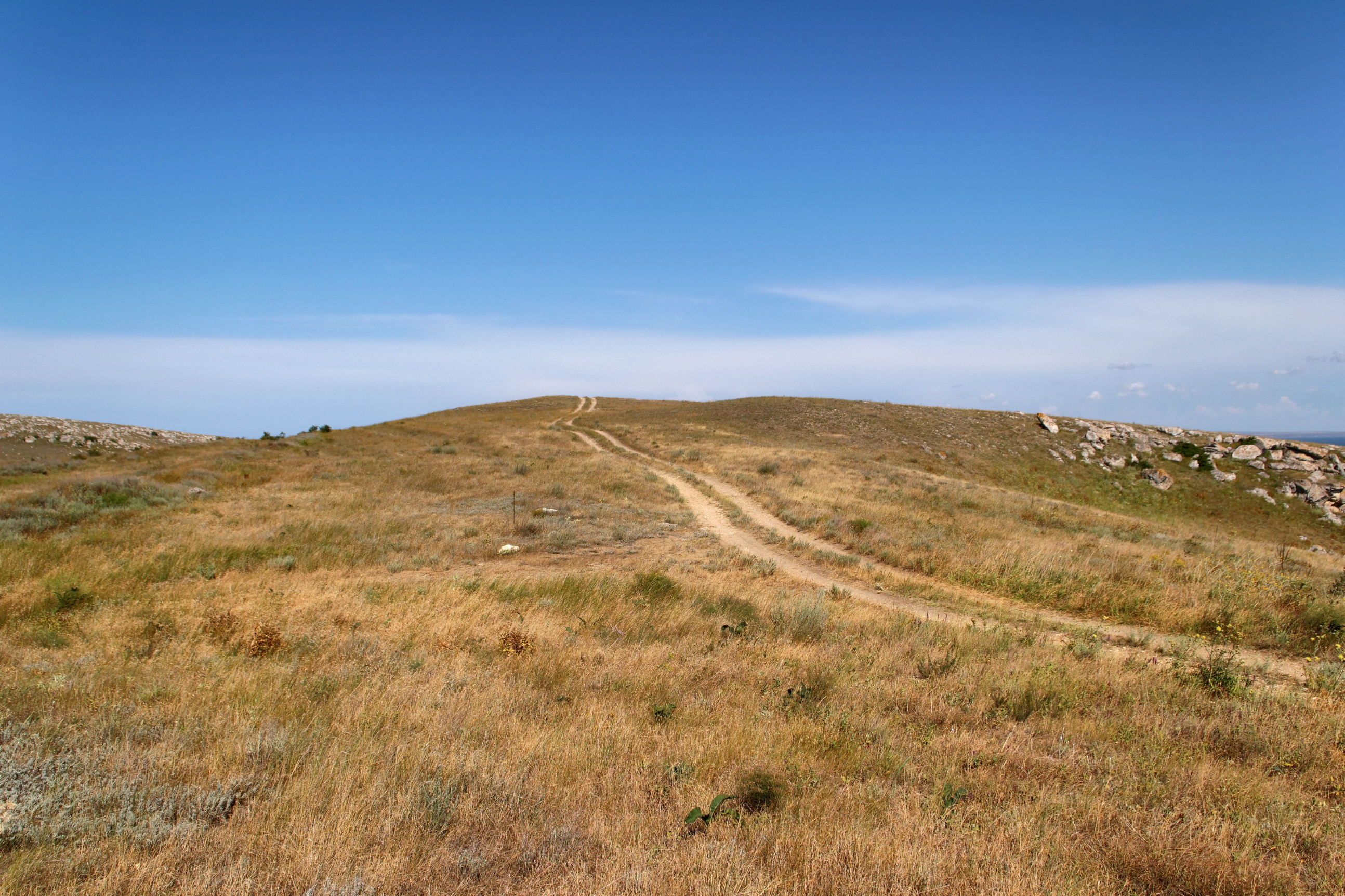
Steppelandschap van Zapovednik Kazantipski.
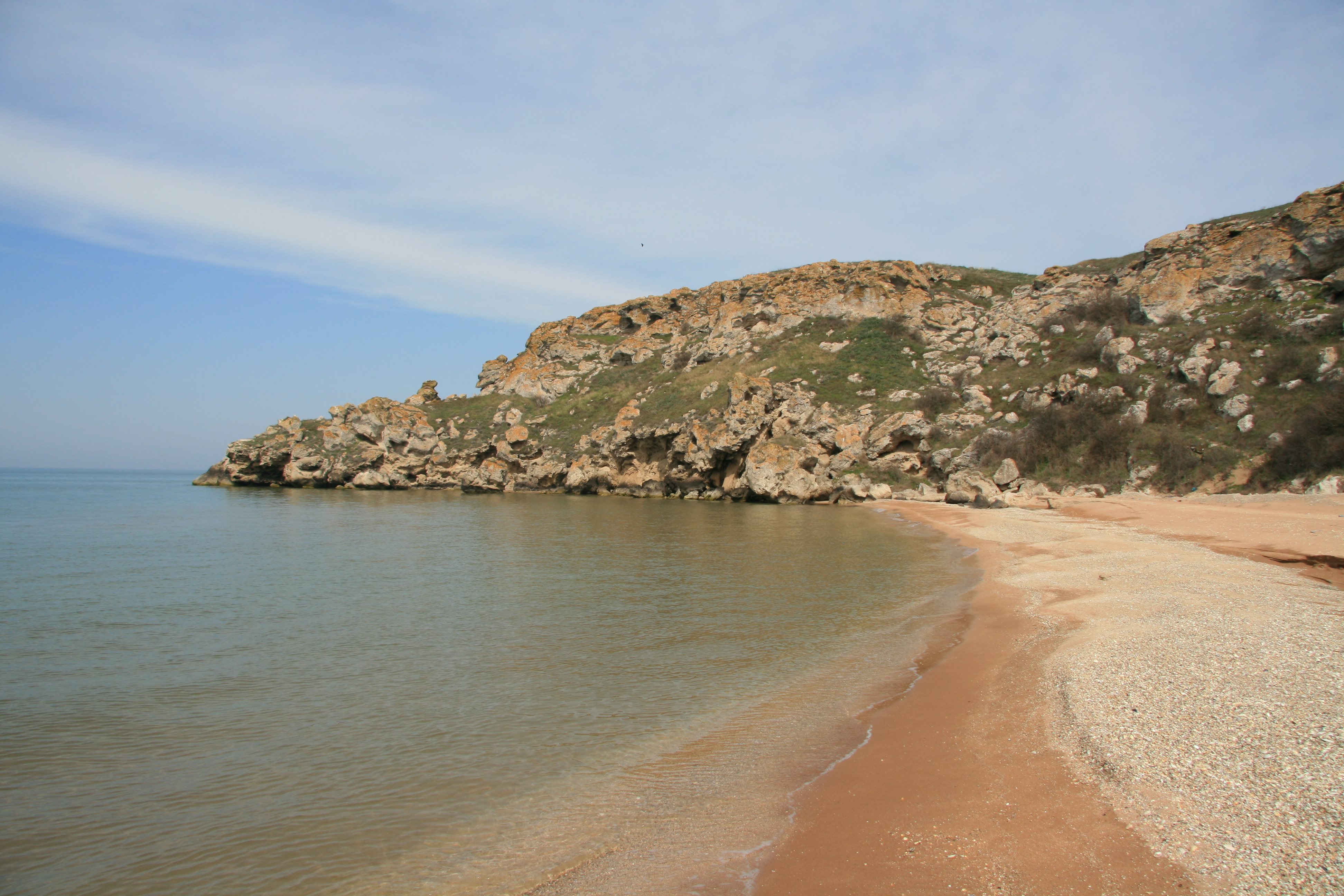
Strand.
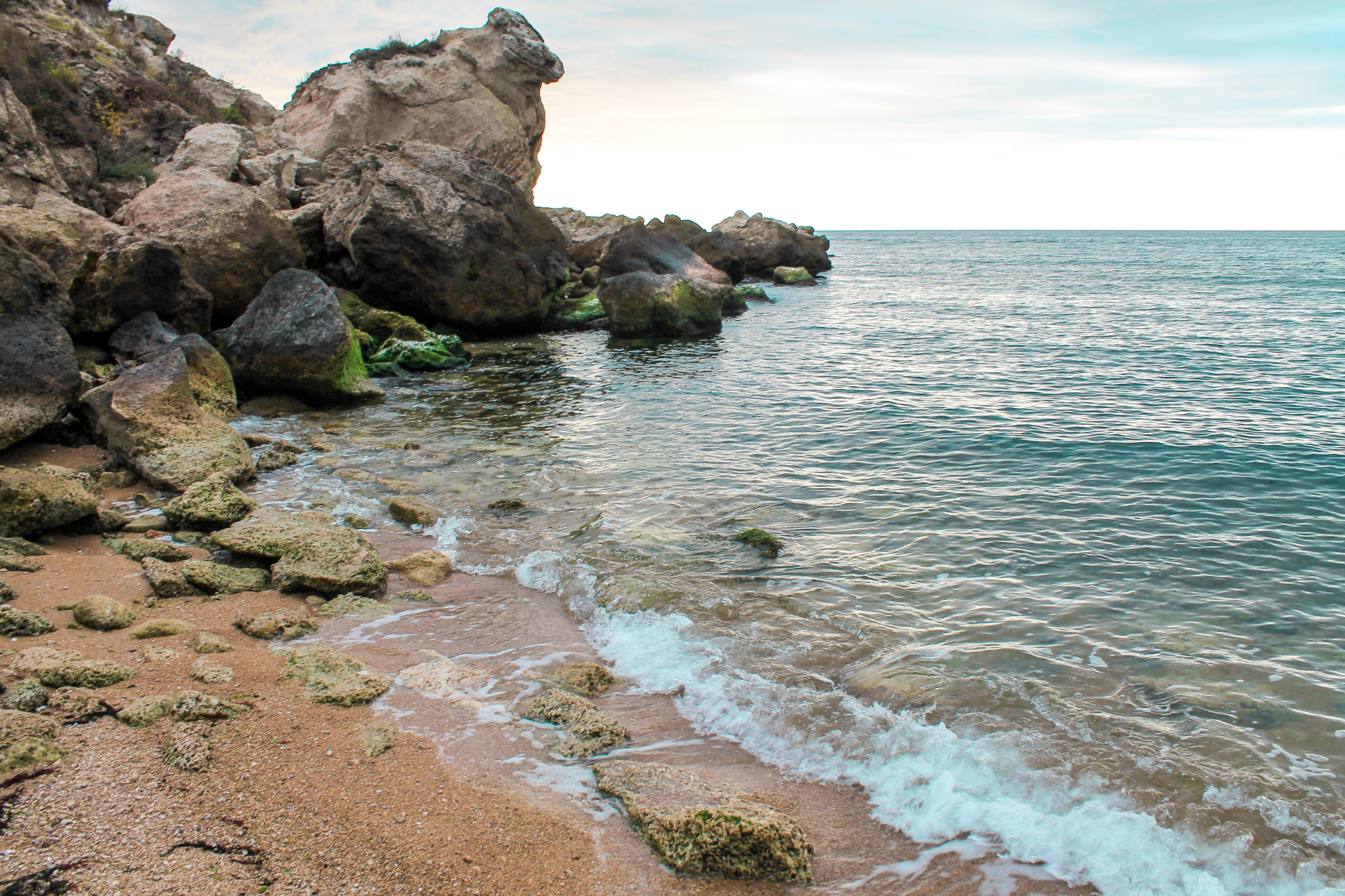
Rotskust aan de rand van het Kazantipschiereiland.
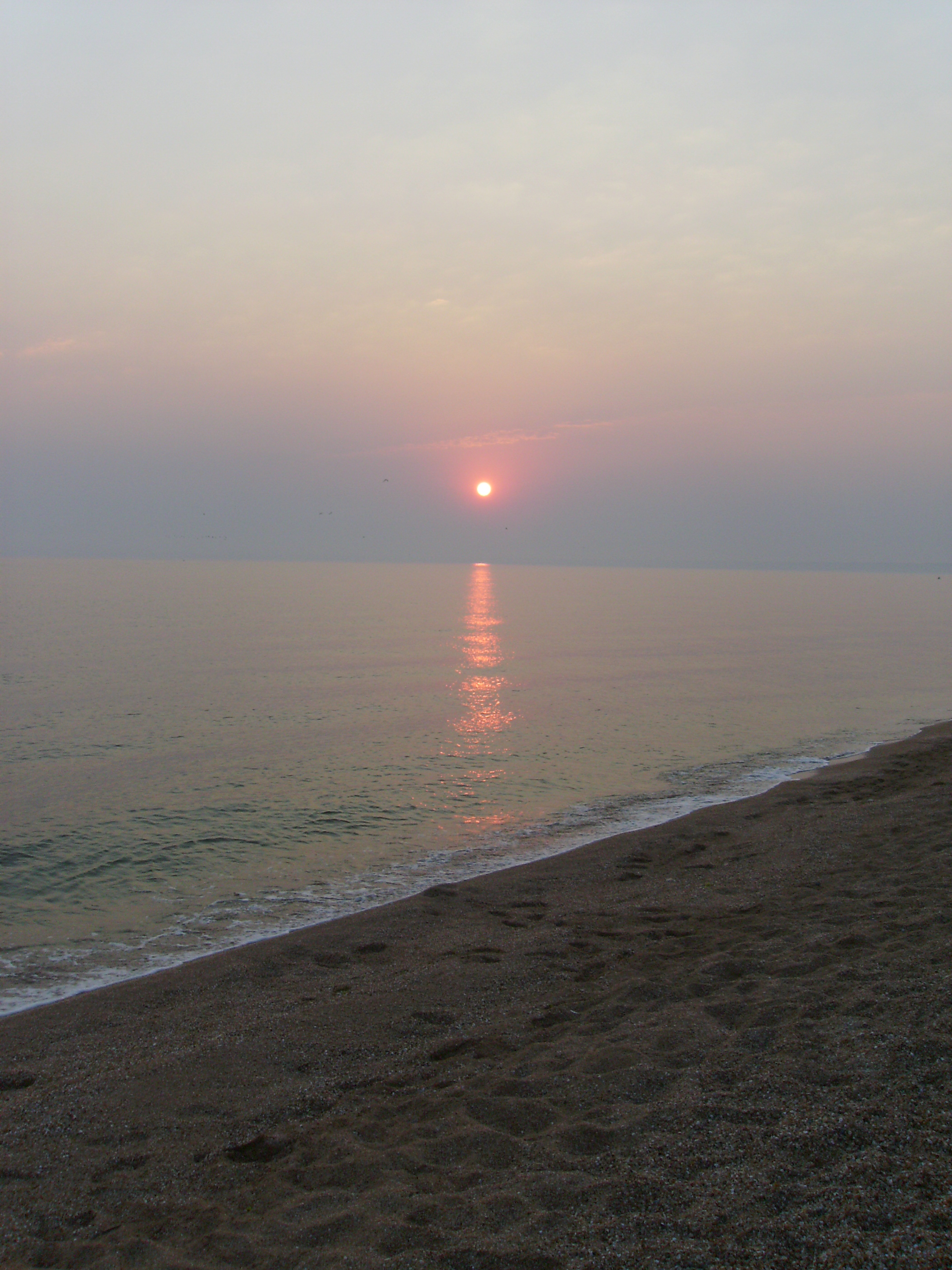
Zonsondergang over de Zee van Azov.
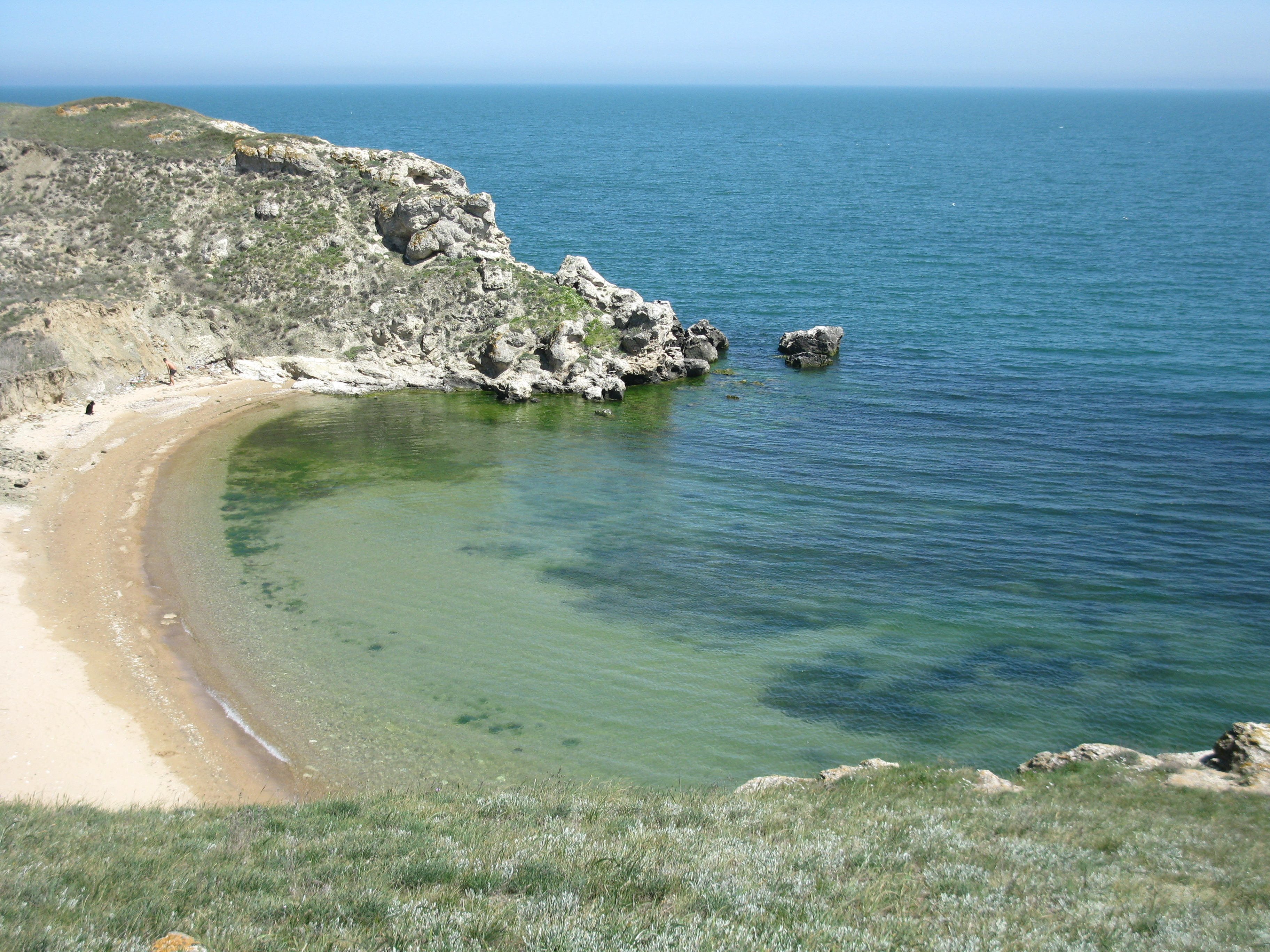
Zee van Azov.